# Simfonija br. 1 (Betoven)
Simfonija broj 1, C - Dur, opus 21, (posvećena baronu Gotfridu Van Svitenu Ludviga van Betovena.
Punih deset godina, radio je Betoven na svom simfonijskom prvencu. Započeo ga je 1791. godine, iz ideje da napiše muziku za Šilerovu Odu radosti. Tu ideju će ostavriti tek 1823. godine, kada je dovršio Devetu Simfoniju, a u međuvremenu je tokom 32 godine stvaralaštva, načinio jedan veličanstveni simfonijski lanac. Najpre se iz te, početne ideje, iskristalisala Prva Simfonija, dovršena 1797. godine, a zatim dorađena i premijerno izvedena 1800. godine, a u konačnoj verziji objavljena 1801. godine. Već u ovom delu Betoven postaje rastom viši od svojih prethodnika, iako polazi od njihovih dostignuća. Nastala je pod očiglednim uticajem Hajdna. Tadašnja bečka kritika je delo smatrala teškim i preopterećenim, iako su docnija simfonijska dela tu konstataciju postupno opovrgavala, svojim sve novijim efektima. Jer, i u njoj je za doba njenog nastanka bilo toliko novog i originalnog. Četiri njena stava obrazuju celinu trajanja 23 minuta.

## Instrumentacija
Ova simfonija je napisana za 2 flaute, 2 oboe, 2 klarineta u C i D, 2 fagota, 2 horne u C i F, 2 trube u C, timpane i gudače.

## Forma i analiza
Prvi stav je Adagio molto - Allegro con brio. U laganom uvodu od 12 taktova, prvi takt je postao manifest budućeg Betovena: disonantni početak. Kakofonija je za Betovenovo vreme nečuvena. Materijal uvoda se kratko reprizira pre kode. U daljem toku, lagani uvod podseća na Hajdna i uliva se u sonatni stav. Njegov muzički materijal se razvija u vedrom toku Mocartove Jupiter - Simfonije. Samo, u razvojnom delu, pre prelaska u reprizu, javljaju se tihe meditacije u baspovima nad materijalom druge teme i ukazuju na kasnijeg Betovena. 
Drugi stav je Andante cantabile con moto, u Betovenskoj je dramatici i fugirano razrađen. Zvuk postupno nabujava do eksplozivnog pražnjenja, praćenog udarima timpana i postepeno splašnjava. 
Treći stav, iako se još zove Menuet zapravo je već jedan prkosni skerco. Ritmički pokret bočnih delova je izrazito brz, a u središnjem triju, pažnju privlači mirno talasanje akrada u duvačima koje se preobražava u smele begove violina. 
Finalni stav, za koji postoje skice nastale u prolece 1795, za vreme Betovenovih studija sa Albrehtsbergerom (Albrechtsberger) je Adagio - Allegro vivace, gde u laganom uvodu, violine nastupaju neobično duhovito, a iz njih lagano nastaju motivi i iznenadne pauze, što sve dobija na ubrzanju do Hajdnovski šeretskog ronda. Majstor Betoven, polako je nastajao.

## Spoljašnje veze
- Symphony No. 1 is available in PDF format created from MuseData.
- Symphony No. 1: Scores at the International Music Score Library Project